# Hans Christian Amberg (arkitekt)
 For alternative betydninger, se Hans Christian Amberg. (Se også artikler, som begynder med Hans Christian Amberg)
Hans Christian Amberg (født 23. september 1837 i København, død 6. november 1919 sammesteds) var en dansk arkitekt. Han blev begravet på Holmens Kirkegård.

## Karriere
Amberg lærte snedkerhåndværket, blev svend 1855 og arbejdede som sådan et år, besluttede dernæst at blive arkitekt og blev optaget på Kunstakademiet i januar 1856, vandt den lille sølvmedalje i marts 1863 og fik afgang marts 1865. Han tegnede samtidigt hos Michael Gottlieb Bindesbøll, Christian hansen og Ferdinand Meldahl, vandt den lille guldmedalje 1870 (for et Gymnasium), store guldmedalje 1874 (for et Mausoleum). Han modtog Kunstakademiets stipendium 1874, 1875 og 1876 og vandt Neuhausens Præmie 1867 for en Opmaaling af Børsens Gavle og midterste Del af Sidefacaden med Spiret, samt fik pris i skitsekonkurrence om Christiansborg Slot 1887. 
Han var assistent ved arkitekturskolens forberedende klasse 1876-1883, medlem af Kunstakademiets plenarforsamling 1883, medlem af Arrestkommissionen 1891-1907.
Ambergs retning var den almindelige anvendelse af historiske stilarter og motiver samt den i 1890'erne opdukkede palæstil. Hans produktion har dog næppe betydning ud over det tidshistoriske. Væsentligere og mere selvstændig var hans indsats på restaureringens område. Uden noget egentligt brud med det dengang herskende restaureringsprincip, der søgte at bringe det istandsatte så nær den oprindelige skikkelse som muligt, var Amberg mere nænsom over for senere tilføjelser end både fortiden og en stor del af samtiden, fx J.D. Herholdt og H.B. Storck. 
Som hans hovedværk må betragtes restaureringen af Ribe Domkirke, hvor han dog havde støtte af Jacob Helurs' forskning og medvirken. Udviklingen på Restaureringens område gik imidlertid endnu videre i retning af at bevare og navnlig i ikke at tilføje, end Amberg havde gjort, og der rejste sig en ret stærk opposition imod ham, kritikken rettedes også mod enkelte partier af Ribe Domkirkes ydre. Nikolai Kirkes spir skaffede ham ganske vist en del popularitet. Men de for brygger Carl Jacobsen udarbejdede forslag til et spir på Frue Kirke vakte megen modstand, og sagen henlagdes efter brygger Jacobsens død i 1914. 
Amberg var en dygtig konstruktør. For at få gennemgående indre længdeafstivning gav han således det nye spir på Nikolai Kirke en fyldigere og tungere silhouet end Albertus Mathiesens, hvis konstruktion var opbygget af lutter vandrette bælter. Sammen med Jacob Helms har Amberg udgivet Ribe Domkirke, i anledningen af Kirkens hovedistandsættelse 1882-1904 (1906). Åbningen af kirken efter renoveringen i 1904 blev filmet i Ribe Domkirkes indvielse.
Amberg udstillede på Charlottenborg Forårsudstilling i tiden 1863-1884 (10 gange med 10 arbejder), i Paris 1878 og på Den Nordiske Industri-, Landbrugs- og Kunstudstilling i Kjøbenhavn 1888 samt Rådhusudstillingen 1901. 
Han var Ridder af Dannebrog og Dannebrogsmand.

## Værker
| - Amtmandsboligen i Thorshavn (1880-1881) - Kongemindet også på Færøerne, en obelisk af basalt til minde om Christian 9.s besøg (1882) - Ejde Kirke på Østerø (1880-1881) - Tilbygning til Julius Tholles sparekassebygning i Viborg, Sankt Mathiasgade 47 (1889) - Ting- og Arresthuset på Torvet/Skolegade 33 i Esbjerg (1891) - Hovedbygning på Pallesbjerggård (1898-1899) - Hovedbygning på Vindeholme (1913) | - Ribe Domkirke (1883-1884, 1886-1887, 1894-1904) - Villadsens Gård, Sct. Mogens Gade 9, Viborg (1884) - Ribe Arresthus, Torvet 11 (1890-92) - Mariager Kloster (1891-92) - Ribe Rådhus med tilbygning, von Støckens Plads 1 (1892-94) - Storegade 28, Ribe (1897) - Den gamle bispegård Taarnborg, Puggårdsgade 3-5, Ribe (1906-08) - Spiret på Nikolai Tårn i København (1908-1910) og genopførelsen af kirkebygningen, nu Nikolaj Kunsthal (1915-1917) |

### Projekter
- Skitseprojekt til Christiansborg Slot (1887)
- Udkast til et spir på Vor Frue Kirke, København (1910-1913, en del af tiden sammen med Carl Brummer)